# Анжу (село)
Анжу (фр. Anjou) је насељено место у Француској у региону Рона-Алпи, у департману Изер.
По подацима из 2011. године у општини је живело 1011 становника, а густина насељености је износила 200,99 становника/km².

## Демографија
| 1962. | 1968. | 1975. | 1982. | 1990. | 2011. |
| ----- | ----- | ----- | ----- | ----- | ----- |
| 535   | 565   | 505   | 585   | 744   | 1.011 |